# Puig Gros (Alcanar)
El Puig Gros és una muntanya de 203 metres que es troba al municipi d'Alcanar, a la comarca del Montsià. Aquesta muntanya forma part de l'últim estrep meridional de la Serra del Montsià.